# 柔石
柔石（1902年9月28日—1931年2月7日），原名赵平福，后改名赵平复，男，浙江省宁海县人，中国作家、革命家及翻译家，“左联五烈士”之一。

## 生平
家境贫寒，父亲开小店为生。因家境困难，柔石10岁才入小学。1918年入杭州第一师范学校，1923年毕业后在慈溪普迪小学任教。1925年入北京大学旁听，1927年在浙江省宁海县创办宁海中学，任浙江宁海县教育局长，改革全县教育。1928年4月亭旁起义失败，新学被毁，避走上海，成为鲁迅创办的《语丝》的编辑。同年参与创办朝华社，出版《朝华》周刊。1930年春组织左联，任常务委员。同年5月，经冯雪峰和黄理文介绍加入中国共产党，任“中华全国苏维埃代表大会中央准备委员会”秘书。1931年1月17日，被上海公共租界老闸捕房巡捕逮捕，移送到上海龙华淞沪警备司令部，2月7日夜被国民政府秘密处决。鲁迅撰文《为了忘却的纪念》（后收入《南腔北调集》）以纪念柔石。

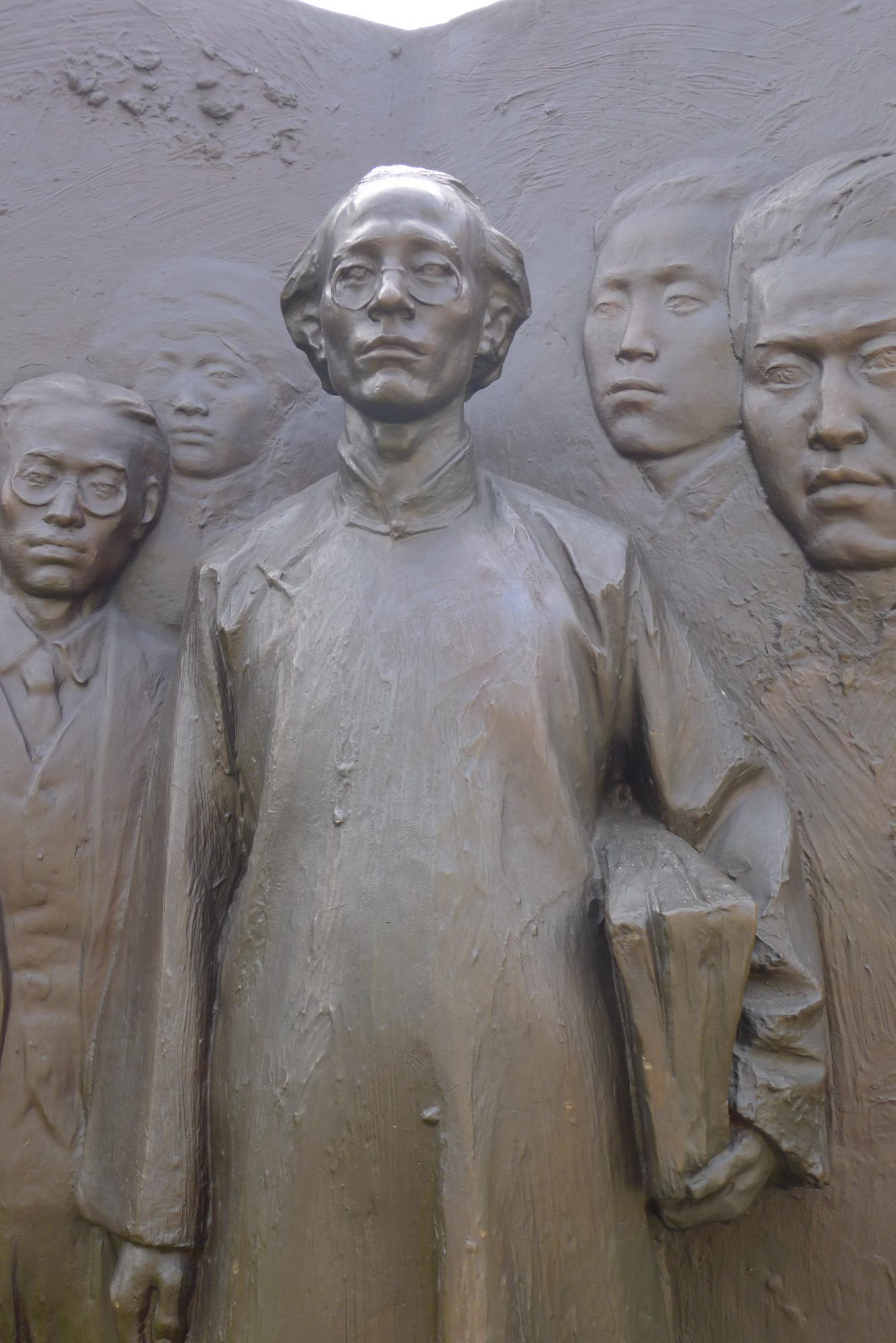
上海多伦路柔石铜像

## 家庭
柔石有妻吴素瑛，还有恋人女作家冯铿。

## 作品
- 《疯人》短篇小说集
- 《为奴隶的母亲》
- 《二月》
- 《旧时代之死》长篇小说
- 《三姐妹》
- 《希望》
- 高尔基著《阿尔泰莫诺夫氏的事业》柔石译
- 阿纳托利·卢那察尔斯基著《浮士德与城》柔石译
- 《丹麦短篇小说集》

## 影视改编
1964年，上海电影制片厂根据柔石的小说《二月》拍摄影片《早春二月》，导演谢铁骊，主演孙道临、谢芳、上官云珠等。
2002年，为记念柔石百年诞辰，中国中央电视台根据柔石1930年的小说《为奴隶的母亲》拍制同名电影，由何琳飾演「母亲」一角。2005年11月，何琳憑該片榮獲第33屆国际艾美奖最佳女主角奖。

### 引用
1. ↑  新华网：中华全国苏维埃代表大会中央准备委员会的工作和历史贡献 （页面存档备份，存于），2010年01月26日